# لارنس رابرت
لارنس رابرت (به انگلیسی: Lawrence Gilman Roberts) یا لری رابرت دانشمند آمریکایی در حوزه مهندسی برق و کامپیوتر است. او از سازندگان اینترنت و دانشمند ارشد مرکز دارپا است.
لارنس (لری) رابرت و تیمش راه گزینی بسته کوچک و آرپانت را که نوع اولیه اینترنت بود را ابداع کردند.